# 香港佛教聯合會東涌活動中心
22°17′16″N 113°56′47″E / 22.28791°N 113.94649°E

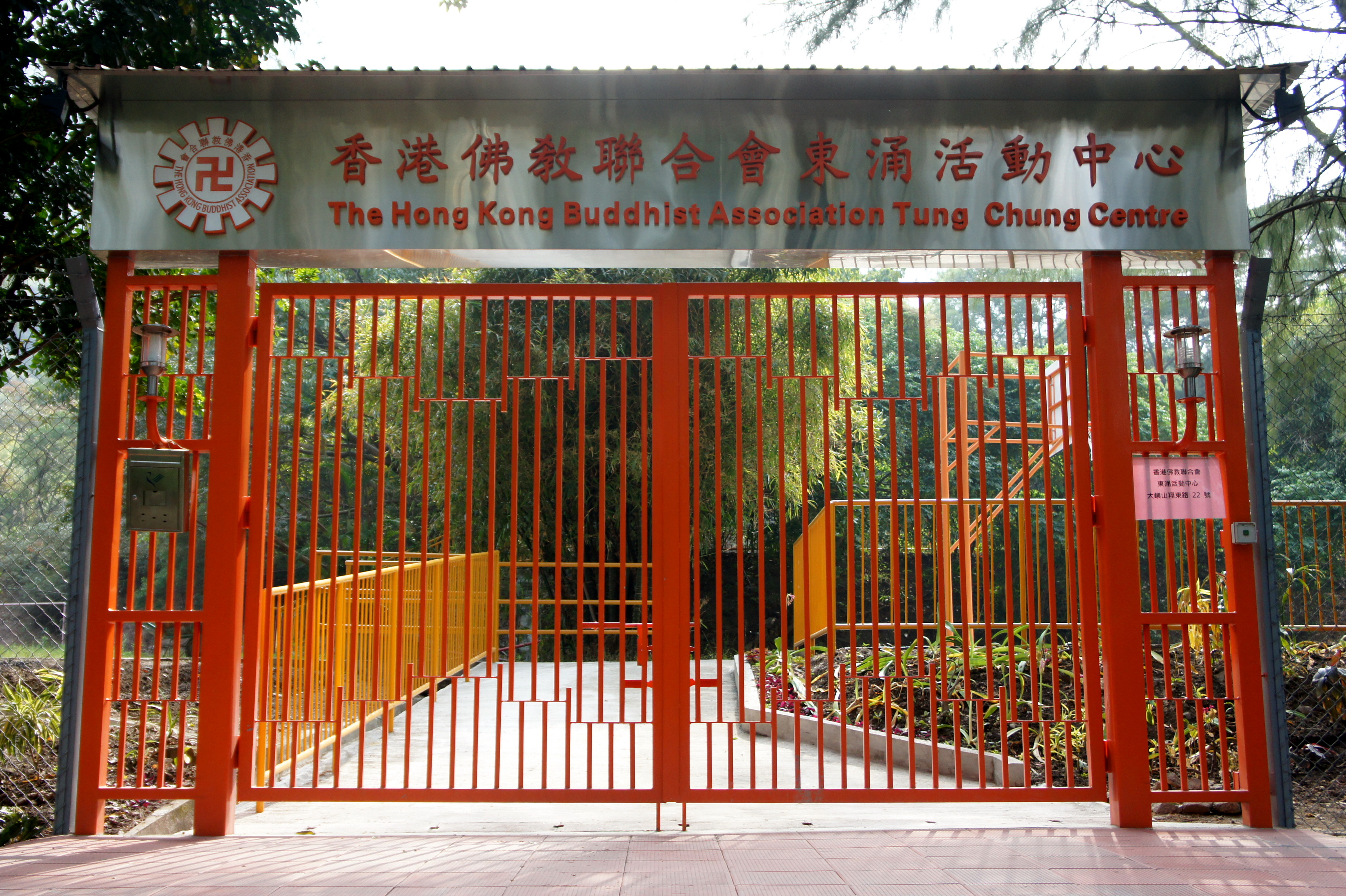
香港佛教聯合會陳馬美玉紀念康樂營

香港佛教聯合會陳馬美玉紀念康樂營前身為東涌佛教青年康樂營，成立於1979年。為配合社會需要，本會於2011年斥資翻新營地，並改名為東涌活動中心。2014年4月1 日，得蒙本會顧問陳維信居士捐款支持中心的新發展計劃，中心再易名為陳馬美玉紀念康樂營，以紀念陳居士之夫人馬美玉居士。同時，本會藉其善款支持，將進一步擴展服務範疇，提供更優質的服務。
本營地面積約50,000平方尺，鄰近港鐵東涌站，步行前往只需15分鐘。交通方便，附近環境清靜，緑樹成蔭，空氣清新，是一個遠離繁嚣都市的好地方。設有禮堂、多用途活動室、康樂室、閱覽室、健身室、露天操場、籃球場、排球場、戶外禪修木平台等設施。歡迎各社會福利機構、道場、學校及私人團體租用，作為康體活動、訓練、講座、培訓、禪修、聚會、營火會等用途。

## 交通
- 港鐵東涌站D出口，沿翔東路向東行，穿過裕東路橋底。

## 外部連結
- 香港佛教聯合會東涌活動中心